# Csupaszemlegyek

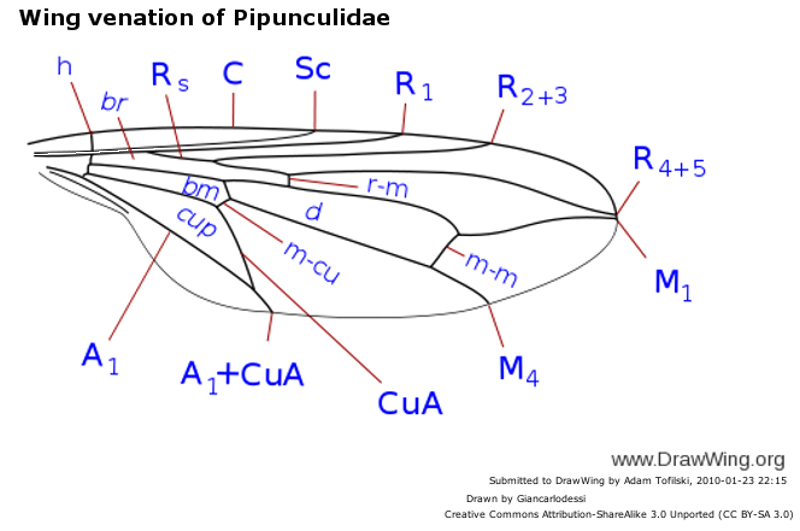
Szárnyuk felépítése

A csupaszemlegyek (Pipunculidae) a valódilégy-alakúak (Muscomorpha) alrendágában a zengőlegyek öregcsaládjának (Syrphoidea) egyik családja  fajjal. A 21 recens és két kihalt nemet (mintegy ezer leírt fajjal) a 2020-as években négy alcsaládba osztják.

## Származásuk, elterjedésük
Legközelebbi rokonaik a zengőlégyfélék (Syrphidae), de a két család a szárnyak erezete és a fejforma sajátosságai alapján könnyen megkülönböztethető. 
Az egész Földet benépesítik. Fajaik több mint fele az Eudorylini nemzetség tagja; ennek 515 fajából 78 él az afrotropikus faunaterületen.
Hazánkban a
- Cephalops
- Chalarus
- Eudorylas
- Jassidophaga
- Microcephalops
- Nephrocerus
- Pipunculus
- Tomosvaryella
- Verrallia nemek fajai ismertek; 2003-ig 86 faj.

## Megjelenésük, felépítésük
Általában kis- vagy közepes méretű legyek (jellemző testhosszuk: 3–15 mm). Nagy összetett szemeik a félgömb alakú fej jelentős részét elfoglalják.

## Életmódjuk, élőhelyük
Lárváik kabócák (Auchenorrhyncha), főleg az énekeskabóca-félék (Cicadellidae), sarkantyúskabóca-félék (Delphacidae) és tajtékoskabóca-félék (Cercopidae) belső parazitái. Különlegességük, hogy lárváik két stádiumban fejlődnek ki, míg a kétszárnyúaknak általában három lárvastádiuma van. A  kabócák legfontosabb parazitái közé tartoznak.